# Thiên Lôi

Thiên Lôi (Lôi Công)

Thiên Lôi (Chữ Hán: 天雷), Ông Lôi (翁雷), Thần Sấm (神𩆠) hoặc Thần Sét (神𩂶), Ông Sấm (翁𩆠), Lôi Công (雷公) là một vị thần trong tín ngưỡng dân gian Việt Nam, ông được miêu tả là một vị thần hung dữ, mặt mũi nanh ác, quát tháo dữ dội, mình mẩy ông đen thui thủi. Thần thường chỉ mặc một cái khố, lưng đeo trống, tay cầm một lưỡi búa đá (hay còn gọi là lưỡi tầm sét). Thiên Lôi là vị thần xuất hiện khá nhiều trong các câu chuyện cổ tích dân gian, thần thoại của Việt Nam, như truyện Cóc kiện trời hay truyện Cường Bạo đại vương.